# Fundulus relictus
Fundulus relictus är en fiskart som beskrevs av Kenneth W. Able och Felley, 1988. Fundulus relictus ingår i släktet Fundulus och familjen Fundulidae. Inga underarter finns listade i Catalogue of Life.